# 静岡県道149号竹之下小山線

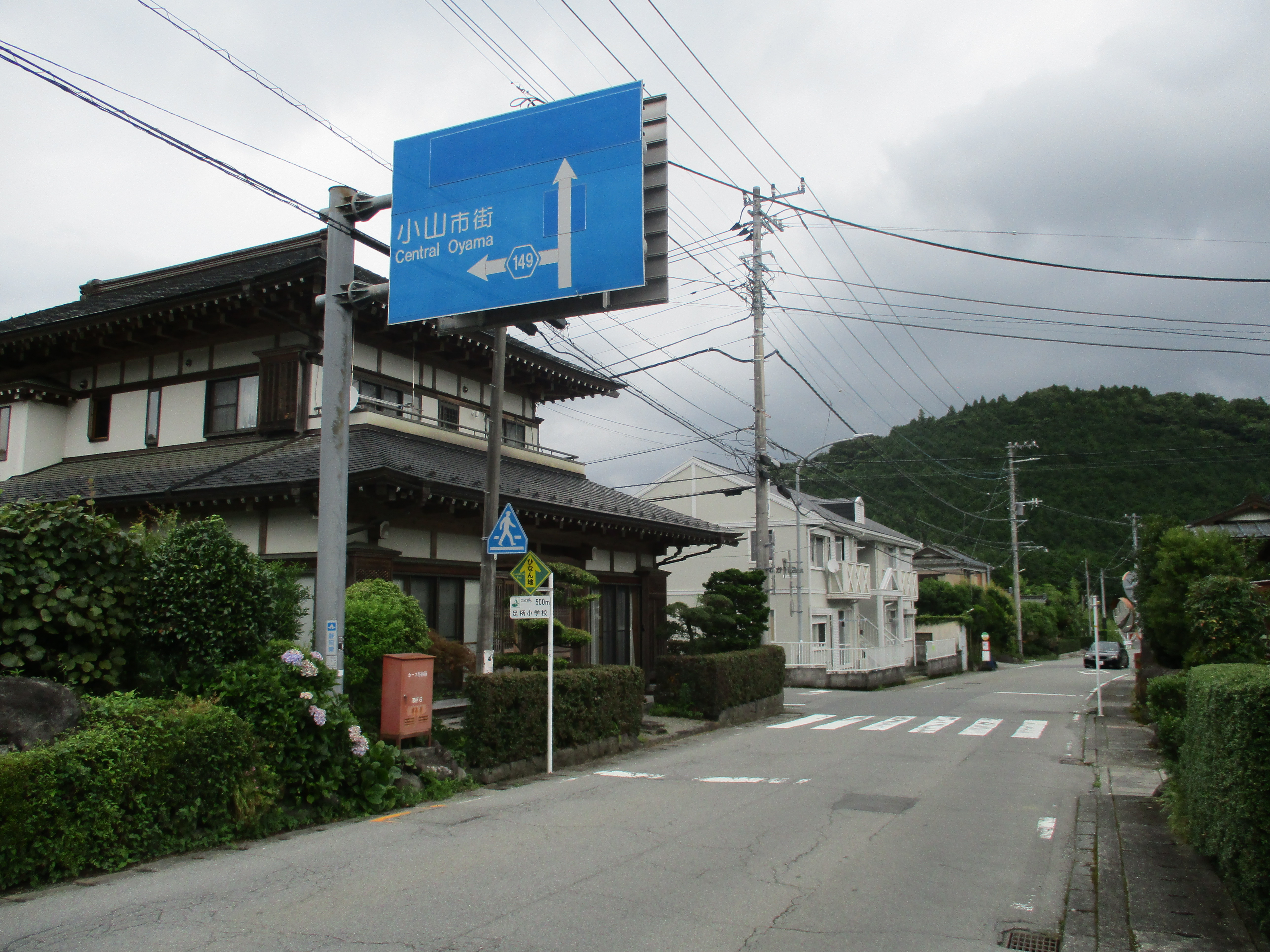
小山町竹之下にて2024年7月撮影。

静岡県道149号竹之下小山線（しずおかけんどう149ごう たけのしたおやません）は静岡県駿東郡小山町竹之下（役場足柄支所付近）と藤曲（小山町役場）を結ぶ一般県道である。
交通量が少なく閑散としている。

## 接続路線
- 静岡県道78号御殿場大井線
- 静岡県道365号足柄峠線
- 静岡県道394号沼津小山線